# Otto Myrberg
Otto Ferdinand Myrberg, född 26 april 1824 i Göteborg, död 22 mars 1899 i Uppsala, var en svensk universitetslärare, en av den uppsvenska teologins mest originella representanter under 1800-talet, bror till August Melker Myrberg. Han var farfar till Nils Myrberg och farfars far till Per Myrberg.
Myrberg, som blev student vid Uppsala universitet 1841, ämnade först ägna sig åt musiken, men hindrades därifrån genom en nervsjukdom, som följde honom under hela livet och vållade honom smärta särskilt i händerna. Han tänkte då på den prästerliga banan och avlade dimissionsexamen 1847. Men studiehåg och begåvning förde honom sedan in på den lärda vägen. Han blev 1851 filosofie doktor och teologie kandidat och förordnades 1852 till docent i teologiska prenotioner vid Uppsala universitet. För sökt adjunktur vid Lunds universitet utgav han 1859 en latinsk kommentar över Johannes första brev och fick 1860 en adjunktstjänst i Uppsala, med vilken kyrkoherdesysslan i Uppsala-Näs prebendepastorat var förenad. Sedan han upprätthållit åtskilliga professorstjänster, speciminerade han 1865 för den lediga professuren i exegetik med en avhandling om aposteln Petrus och den äldsta kyrkans falska gnosis och utnämndes 1866 till professor i exegetik. Han tog avsked 1892. 
I sin teologiska uppfattning ville Myrberg helst vara sig själv, men röjde dock tillika, att han tagit djupa intryck av Sören Kierkegaard, av J. T. Beck i Tübingen och den store Erlangen-teologen von Hofmann. I sin ungdom torde han huvudsakligen ha delat den då gällande lutherska åskådningen, varför han även 1851 kunde översätta Thomasius skrift om den evangelisk-lutherska kyrkans bekännelse et cetera. På 1860-talet uppträdde han med skärpa både mot den boströmska filosofin och den rationalistiska uppfattning, som representerades av komministern Nils Ignell i Stockholm, liksom mot Viktor Rydbergs framställning av Kristi person. Sedermera gick hans oavlåtliga strävan ut på att klart framställa den enkla bibliska åskådningen i motsats till allt vad han ansåg som förkonstling och sken i lära och liv; särskilt riktade han sin uppmärksamhet på två läropunkter, där enligt hans mening den vanliga teologiska uppfattningen kommit bort från bibelns enkelhet: försoningen och rättfärdiggörelsen genom tron. 
Ingen av Myrbergs samtida teologer vare sig i Lund eller Uppsala utvecklade en så omfattande skriftställarverksamhet som han. Utom de redan nämnda avhandlingarna samt uppsatser i den av honom utgivna tidskriften "Wittnet" (12 nummer 1864-65; Ny följd, endast 3 nummer, 1866-69) må påpekas Bidrag till en biblisk theologi (3 häften, 1863), Bidrag till en biblisk theologi IV, Inledning till romarebrefvet (1868), Frågan om ny katekes, anhängiggjord inför bibelns, det vakna samvetets och den sunda smakens domstol. Med serskild hänsyn till katekeskomiteens arbete (1873), Bibelöfversättningsfrågan och dess behandling vid kyrkomötet (samma år), Den heliga skrifts lära om försoningen (2 utökade upplagan 1874), Röster ur den heliga skrift (1877), Den kyrkliga bekännelsefrågan med särskildt afseende på vårt fädernesland (1878), Die biblische Theologie und ihre Gegner (1892; på svenska 1893), Olai Petri svar på tolf spörsmål om den evangeliska och den påfviska läran etc. (1893). 
Viktigare än dessa arbeten var hans bibelöversättningar och utläggningar. Efter flera partiella arbeten utkom hans översättning av hela nya testamentet 1890. I den av Myrberg med stöd av kamreraren Lindaurs ekonomiska bidrag 1884 uppsatta tidskriften "Bibelforskaren", som han utgav till sin död, offentliggjorde han bland annat översättningar med kortfattad förklaring av Jesajas bok, Uppenbarelseboken, Jeremia, Hesekiel, de mindre profeterna och de poetiska böckerna etc. Myrberg var även en gärna hörd predikant, och hans predikningar utmärktes likasom hans skrifter för gedigna, ofta originella tankar och ett värdigt, icke sällan högstämt språk, om de än torde ha legat för högt för att bli fullt uppskattade av den stora massan av kristligt intresserade. 
Trots sin stora teologiska produktion, utövade Myrberg ej det inflytande, vartill denna bort berättiga honom. Detta berodde ej blott på hans åskådning, som avvek från den härskande högkyrkliga (Lund) eller mera pietistiskt färgade (Uppsala) teologin, utan sammanhängde även i viss mån med en för Myrberg egen polemisk skärpa, som i åtskilliga fall jämväl medförde söndring mellan honom och andra med honom i mycket lika sinnade, ävensom på en hos honom utpräglad lust att upptäcka skevheter och tomhet i den moderna kristendomens former samt på rädslan ej blott för allt partiväsen, utan även för allt slags officiell kristendom. För den nyare historisk-kritiska bibelforskningen hade Myrberg föga eller ingen sympati.
Myrberg var gift med Maria Hermansson (1849–1932). Makarna är begravda på Uppsala gamla kyrkogård.